# 理想科学工業
理想科学工業株式会社（りそうかがくこうぎょう、RISO KAGAKU CORPORATION）は、東京都港区芝五丁目に本社を置く、日本の機械メーカーである。通称：RISO（リソー）。

## 概要
1946年に謄写版印刷業として創業し、印刷機器と消耗品の開発・製造・販売を行う。高速インクジェットプリンター「オルフィス」を主としたインクジェット事業と、デジタル印刷機「リソグラフ」を主とした孔版事業がある。国内には16営業部27営業所、また20の海外子会社がある。
主力の高速インクジェットプリンター「オルフィス」とデジタル印刷機「リソグラフ」は高速、低ランニングコストが特長で、世界中の学校、官公庁、オフィスで利用されている。
かつて長年ベストセラーを続けていた商品に家庭用製版用品「プリントゴッコ」があったが、2008年6月末をもって販売を終了した。なお、プリントゴッコの消耗品販売は2012年12月末まで続けられ、その後完全撤退となった。

## 社名・由来
創業者・羽山昇が陸軍少尉として終戦を迎え、復員後に進学した日本大学在学中に学費と生計費を捻出するために謄写版印刷業を始める際に、「日本がどうなってしまうか分からないときだから、人は理想を失ってはいけない。どんなときでも理想を貫いていこう」という思いから「理想社」と名付けた。1948年9月に「理想印刷社」と改めるが、1955年に解消して「株式会社理想科学研究所」を設立。1963年に現在の「理想科学工業株式会社」に改めた。

## 歴史

### 沿革
1946年9月2日、創業者・羽山昇が東京・世田谷若林の自宅に「理想社」の看板を掲げて謄写版印刷業を始めた。大学卒業後、孔版印刷一筋で仕事に専念し、1952年に業界で初めて英国製の電動タイプ印刷設備を輸入し、タイプ印刷の営業を始めた。当初インクは輸入品を使っていたが、供給不足になることもあり、インクの自社開発を開始。試行錯誤を経て、1954年に日本初のエマルジョンインク「RISO インク」が誕生し、これを機に印刷業からインクメーカーへの転換を図った。その後は、さらに改良を加えてインクが主力製品に成長する中、1961年にはタイプライターによる製版用「RISOタイプ原紙」を発売するなどそれ以外の商品も世に送り出していった。
1960年代後半にはハードウェア開発に力を注いだ。1966年に発表した赤外線による感熱式製版機「RISOファックス」は画期的な“5秒ファックス”として評判を集めた。1968年には、米国の大手企業と専用原紙「RISOマスター」のOEM契約を締結し、増産に向けて大規模な設備投資を行ったが急激に受注が減少。経営は破たん寸前の危機に陥った。苦境の中でも羽山は新技術開発の姿勢を貫き、閃光によるOHP（オーバーヘッドプロジェクタ）フィルム作成機「RISO トラペンアップ」が完成。視聴覚資料作成機器として会社の危機を救う売れ行きを見せ、羽山は1973年に危機突破を宣言した。
1977年、家庭用簡易孔版印刷機「プリントゴッコ」を発売。「すべての家庭で親子一緒に印刷ゴッコを楽しんでほしい」という羽山の思いから開発されたこの商品は、大ヒット商品となった。
1980年、日本初のマイコン搭載自動孔版印刷機「リソグラフAP7200」とストロボ式感熱製版機「リソグラフ FX7200」を発売。続いて1984年に、製版・印刷一体型「リソグラフ007」を、1986年には孔版印刷の製版をデジタル化した「リソグラフ007デジタル」を発売。1990年代には、パーソナルコンピュータの普及と情報通信のネットワーク化というオフィス環境の変化に対応した「リソグラフFRシリーズ」などの新機種を開発。2000年には世界初の一体型・2色同時デジタル孔版印刷機「RISO V8000」を発売した。
孔版印刷機の専業メーカーとして歩みを進めていたが、2003年にはオリンパス光学工業株式会社（現・オリンパス）と共同開発した、インクジェット方式による高速インクジェットプリンター「オルフィス HC5000」を発売。インクジェット事業への進出を果たした。
インクジェット事業は順調に拡大していき、「オルフィスHC5000」の知見から得た技術を集約した「オルフィスXシリーズ」を2009年に発売すると、2011年にはオリンパスと協議の上、合弁事業を終了。以後、インクジェット事業は理想科学工業の単独事業となり、2013年には「オルフィスEXシリーズ」を発売。多様化するユーザーの印刷ニーズに応えるための拡張性を強化し、またオプション機器としてフィニッシャーを充実させ、バリアブル印刷を活用した帳票・ダイレクトメールなどの作成・封入などさまざまな機能が付加できるようになった。2016年には「オルフィスFWシリーズ」と「オルフィスGDシリーズ」を発売。用途に合わせた2シリーズ化を果たしている。2020年には「オルフィスFWシリーズ」の後継機種「オルフィスFTシリーズ」、2021年には「オルフィスGDシリーズ」の後継機種「オルフィスGLシリーズ」を発売した。
2019年より、プロダクションプリンター市場向けの高速インクジェットプリンターの新ブランド｢VALEZUS（バレザス）｣を展開。「VALEZUS T2100」を北米と欧州で先行発売し、2021年からは、国内でも販売を開始した。2022年には「VALEZUS T2200」を発売した。
この間、「リソグラフ」の新機種開発も並行して進められた。2004年に2色同時印刷機「リソグラフMZシリーズ」を発売すると、2010年にはその後継機として2色両面機「リソグラフMDシリーズ」を発売。2014年に発売した「リソグラフMEシリーズ」では、前シリーズを踏襲しつつユーザビリティーを向上させている。2016年には「リソグラフSFシリーズ」を、2017年には「リソグラフMFシリーズ」「リソグラフSF939/939G」を発売。基本性能を進化させ、画像品質と使いやすさを大幅に向上した。2021年には、写真分版機能やタブレットとのUSB接続機能を搭載した「リソグラフMHシリーズ」を発売した。
上記製品群に加え、スクリーン製版機の販売を主とするプリントクリエイト事業も展開している。2019年には、リソグラフと同様の孔版印刷の仕組みを活用した小型デジタルスクリーン製版機「MiScreen a4」を発売した。さらに、デジタルコミュニケーション事業部を立ち上げ、2021年4月には学校と保護者間の連絡手段をデジタル化する、スマートフォン用のアプリケーションを使った学校向けソリューションサービス「スクリレ」のサービスを開始した。
2023年10月には、情報の見やすさ・読みやすさを検証する有償のクラウドサービス「ヨミヤス」を運営する、アプリケーションソフトウェア事業を開始した。
2024年4月、子会社として理想テクノロジーズ株式会社を設立、同年7月1日に東芝テック及びその子会社からインクジェットヘッド事業を承継し、運営を行っている。また、同年12月には主力製品の高速インクジェットプリンター「オルフィス」で培ったインクジェット技術を応用し、パッケージ（段ボール、クラフト袋、紙袋、紙器等）に印刷するためのインクジェット方式のプリントエンジンを製品化し、新ブランド「Integlide（インテグライド）」の展開を開始した。
2025年4月、デジタル教材「デジパル」の提供を開始した。

### 年表
- 1946年（昭和21年）- 東京・世田谷区若林において謄写版印刷業を開始、理想社と称する
- 1948年（昭和23年）- 理想印刷社と称する
- 1952年（昭和27年）- 電動タイプ印刷設備を英国より輸入、タイプ印刷の営業を開始
- 1954年（昭和29年）- 日本初のエマルジョンインク「RISOインク」を完成
- 1955年（昭和30年）- 理想印刷社を解消し、株式会社理想科学研究所を設立
- 1958年（昭和33年）- 謄写版印刷機「RISOグラフ」を発売
- 1967年（昭和42年）-「RISOファックスJF-7」を発売
- 1972年（昭和47年）-「RISOトラペンアップTU-230」、「RISOオーバーヘッドプロジェクター750」、「RISO TPロール」を発売
- 1977年（昭和52年）-「プリントゴッコB6」を発売
- 1980年（昭和55年）-「リソグラフAP7200」、「リソグラフFX7200」を発売
- 1984年（昭和59年）-「リソグラフ007」を発売
- 1986年（昭和61年）- 米国・マサチューセッツ州に、初の海外拠点となるRISO,INC.を設立。「リソグラフ007デジタル」を発売
- 1994年（平成6年）-「リソグラフSR7200」を発売
- 1999年（平成11年）- 羽山昇が代表取締役会長に、羽山明が代表取締役社長に就任。「リソグラフFRシリーズ」を発売
- 2000年（平成12年）-「RISO V8000」を発売
- 2003年（平成15年）-「オルフィスHC5000」を発売
- 2004年（平成16年）-「リソグラフMZシリーズ」「リソグラフRZシリーズ」を発売
- 2005年（平成17年）-「オルフィスHC5500」を発売
- 2009年（平成21年）-「オルフィスXシリーズ」を発売
- 2010年（平成22年）-「リソグラフMDシリーズ」「リソグラフSDシリーズ」を発売
- 2011年（平成23年）- オリンパスとの合弁会社を解消し、事業譲渡がなされる
- 2013年（平成25年）-「オルフィスEXシリーズ」を発売
- 2014年（平成26年）-「オルフィスEXシリーズ」が一般財団法人省エネルギーセンター主催「平成25年度省エネ大賞　製品・ビジネスモデル部門」において「省エネルギーセンター会長賞」を受賞、「リソグラフMEシリーズ」「リソグラフSEシリーズ」を発売
- 2016年（平成28年）-「オルフィスFWシリーズ」「オルフィスGDシリーズ」「リソグラフSFシリーズ」を発売
- 2017年（平成29年）-「オルフィスFWシリーズ」が日本環境協会主催「エコマークアワード2016」において「プロダクト・オブ・ザ・イヤー」を受賞、「リソグラフSF939／939G」を発売
- 2018年（平成30年）-「オルフィスGD 9630 PREMIUM」を発売
- 2019年（平成31年）
  - 「オルフィスFWⅡシリーズ」「リソグラフSFⅡシリーズ」、ならびに小型デジタルスクリーン製版機「MiScreen a4」を発売
  - プロダクションプリンター市場向け「VALEZUS T2100」を北米と欧州で先行して発売
- 2020年（令和2年）-「オルフィスFTシリーズ」を発売
- 2021年（令和3年）
  - 「VALEZUS T2100」を日本国内でも発売
  - 学校向けのソリューションサービス「スクリレ」のサービスを開始
  - 「オルフィスGLシリーズ」「リソグラフMHシリーズ」を発売
- 2022年（令和4年）-「VALEZUS T2200」を発売
- 2023年（令和5年）- 情報の見やすさ・読みやすさを検証するクラウドサービス「ヨミヤス」のサービスを開始
- 2024年（令和6年）
  - 理想テクノロジーズ株式会社を設立し、インクジェットヘッド及びその関連商品の開発、製造、販売を開始
  - パッケージ（段ボール、クラフト袋、紙袋、紙器等）に印刷するためのインクジェット方式のプリントエンジンを製品化し、新ブランド「Integlide」の展開を開始
- 2025年（令和7年）- デジタル教材「デジパル」の提供を開始

## 主な製品・サービス

### デジタル印刷機「リソグラフ」
印刷には、「凸版（活版印刷）」「凹版（グラビア印刷）」「平版（オフセット印刷）」などの方法があるが、「シルクスクリーン印刷」や「ガリ版（謄写版）印刷」の方法を孔版印刷といい、スクリーン状の版に細かな孔を開け、その孔からインクを押し出して印刷する。
リソグラフはこの孔版印刷の仕組みを利用している。まず始めに製版を行い、印刷の元となる版（マスター）をつくる。このマスターを印刷ドラムに巻き付けてプリントするため、一度の製版で大量の枚数を印刷できる。また印刷枚数が多くなるほど印刷単価は下がるため、低コストで大量印刷することができる。
1980年に発売したマイコン搭載自動孔版印刷機「リソグラフAP7200」とストロボ式感熱製版機「リソグラフ FX7200」は、それまでの謄写輪転機の市場を一新。続いて製版・印刷一体型「リソグラフ007」や、製版をデジタル化した「リソグラフ007デジタル」を発売。その後も、高濃度・高精度の印刷が可能なインナープレス方式の「SR7200」や2色同時印刷機「RISO V8000」といった製品が発売された。2004年には、安定性が高くユーザーからの信頼も厚いアウタープレス方式を採用した「リソグラフMZシリーズ」を発売。以後も2色両面機の「リソグラフMDシリーズ」やユーザビリティーを向上させた「リソグラフMEシリーズ」を発売するなど、様々な進化を遂げている。また印刷速度も向上を続けており、2017年発売の「リソグラフSF939／939G」は毎分最高190枚となっている。
2019年7月には、スタンダードモデルの利便性を向上した「リソグラフSFⅡシリーズ」を発売。2021年12月には2色両面機の後継となる「リソグラフMHシリーズ」を発売した。

### 高速インクジェットプリンター「オルフィス」
CMYK4色のインクジェットヘッドを並列に配置し一度にインクを吐出させることで、A3サイズ相当の用紙短辺幅に瞬時に印刷できる、ライン型インクジェットプリンター。「リソグラフ」では不可能だった、カラー（4色）化とバリアブル印刷（Variable data printing＝可変印刷。1枚ずつ内容の違う印刷を行うこと）を可能とした。インクには、独自に開発された専用の油性顔料インクが使用されている。油性インクは速乾度が高いため、高速プリントでも用紙が汚れたり波打ったりすることが少なく、従来のインクジェットでは難しかった高速両面プリントを実現している。
2003年12月、オリンパス光学工業（現・オリンパス）と共同開発した「オルフィス HC5000」を発売すると、2005年には「オルフィス HC5500」を、2009年には「オルフィス Xシリーズ」を発売。そのプリントスピードは「HC5000」が毎分105枚、「HC5500」が毎分120枚、「Xシリーズ」が毎分150枚と、発売の都度進化を遂げていき、世界最速を更新していった。
オリンパスとの共同開発から生まれた「オルフィス」だったが、2011年には合弁を解消し、理想科学工業へ事業譲渡がなされた。2013年に発売した「オルフィスEXシリーズ」は事業譲渡後に最初に発売された「オルフィス」となり、多様化する印刷ニーズに応えるため「くるみ製本フィニッシャー」や「メーリングフィニッシャー」との組み合わせで簡易製本や封入・封かんまでを自動化するなどの拡張性が強化された。
2016年には「オルフィスFWシリーズ」と「オルフィスGDシリーズ」を発売。「FWシリーズ」は従来比約3分の2とコンパクトサイズ化を果たし、静音性も向上させた。「GDシリーズ」は、トータルプリント枚数1,000万ページという耐久性を備え、加えてCMYK4色だったインクに新たにグレイインクを採用することで、高い画像再現性を実現した。さらに「GDシリーズ」のプリントスピードは毎分160枚に達した。
2019年3月には「FWシリーズ」の後継機種「オルフィスFWⅡシリーズ」が発売され、プリントコストの低減と印刷物の視認性が向上した。2020年10月には「オルフィスFTシリーズ」を発売。コンパクトなサイズでありながらプリントスピードを従来機の毎分120枚から140枚に高速化し、生産性が向上した。また、2021年12月には「オルフィスGLシリーズ」を発売。プリントスピードは従来機の毎分160枚から165枚となり、「オルフィス」は世界最速を更新し続けている。

### 高速インクジェットプリンター「VALEZUS（バレザス）｣
2019年秋、プロダクションプリンター市場向け高速インクジェットプリンター「VALEZUS T2100」を北米と欧州で先行発売した
「VALEZUS T2100」は、表面を印刷する印字ユニットと裏面を印刷する印字ユニットを連結することで、A4用紙カラーで毎分320ページの高速両面プリントを実現している。2021年からは国内でも販売を開始した。2022年には「VALEZUS T2200」を発売。プリントスピードは毎分330ページに達した。

### インクジェットプリントエンジン「Integlide（インテグライド）」
2024年、インクジェットプリントエンジンの新ブランド「Integlide」の展開を開始した。
新ブランドの最初の製品「Integlide Sシリーズ」は、最大310mm幅でパッケージへオンデマンドフルカラー印刷するインクジェット方式のプリントエンジンで、小ロットのパッケージ印刷に必要なプリントワークを集約。パッケージを搬送する装置に「Integlide」を組み合わせることにより、様々なパッケージへのプリントを可能にする。

### 学校向けのソリューションサービス「スクリレ」
2021年、学校と保護者間の連絡手段をデジタル化する、スマートフォン用アプリケーションを使った学校向けのソリューションサービス「スクリレ」のサービスを開始した。
「スクリレ」は、学校が配布する「お便り」をデジタルで保護者のスマートフォンに確実に届けることができる「スクリレお便り」（無償）、「欠席連絡」「個別連絡」「アンケート」など学校と家庭の双方向のデジタル連絡手段として活用できる「スクリレオプション」（有償）、アプリ上の広告を保護者が閲覧することで学校がポイントを獲得、貯まったポイントを学校で使う事務用品などに交換できる「スクリレポイント」（無償）の3つのサービスを提供する。

### 情報の見やすさ・読みやすさを検証するクラウドサービス「ヨミヤス」
2023年、情報の見やすさ・読みやすさを検証する有償のクラウドサービス「ヨミヤス」のサービスを開始した。
「ヨミヤス」は文書の見やすさ・読みやすさを自動で判定、申込書などの文書が、見やすく読みやすくデザインされているかを定量的に検証し、基準を満たしていない箇所を自動で可視化する。

### デジタル教材「デジパル」
2025年、デジタル教材「デジパル」の提供を開始した。
「デジパル」は先生方のアイデアをもとに開発、単元計画やガイドブック、教材マニュアルといったコンテンツとプログラミング教材をまとめた「授業パッケージ」を提供している。

### 家庭用簡易孔版印刷機「プリントゴッコ」
「プリントゴッコ」は、1977年9月に発売された。その名前には、「すべての家庭で親子一緒に印刷ゴッコを楽しんでほしい」という創業者・羽山の思いが込められている。価格も「家庭で使ってもらうには1万円を切る額でなければならない」との羽山昇の考えから、発売当時は9,800円だった。
この価格を実現することができた背景には、当時としては画期的であった流通システムがあった。当時は問屋を通すのが当たり前だったが、問屋を介さずに文具店と直接契約・販売する流通経路を開拓し、代金の回収には銀行の口座振替を活用するという独自の流通システムを構築し、合理化を推し進めた。
「プリントゴッコ」は日本の文化的・国民的行事ともいえる「年賀状づくり」のツールとして人気を博し、その価格設定も相まって大ヒット商品となった。「プリントゴッコ」の販売台数・売上金額はともに毎年増加を続け、初年度には販売台数6万台だったものが翌1978年には24万台と大幅に増加し、1983年には50万台を超え、1980年代後半から1990年代前半にかけては毎年60万台以上がコンスタントに売れた。
だが販売台数は1987年に72万台を記録したのをピークに、1990年代半ばになると大きな落ち込みが続いた。その背景には、パソコンとプリンターの一般家庭への普及があった。1996年に累計生産台数が1,000万台を達成したものの、販売台数の減少に歯止めはかからず、2008年に「プリントゴッコ本体販売終了のお知らせ」のリリースを発表した。
本体販売終了後も、インクやマスターといった消耗品の販売は継続していたが、2012年12月末をもってそれらの販売も終了。「プリントゴッコ」は35年の歴史に幕を閉じた。

## スポンサーシップ
2016年より茨城県鹿嶋市を本拠地とするプロサッカークラブ 鹿島アントラーズF.Cのクラブオフィシャルスポンサーとなった。同クラブユニフォームシャツの背中裾部分に、企業ロゴマークが掲出されている。
- 鹿島アントラーズオフィシャルサイト